# Brama dussumieri
Brama dussumieri es una especie de peces de la familia Bramidae en el orden de los Perciformes.

## Morfología
• Los machos pueden llegar alcanzar los 19 cm de longitud total.

## Distribución geográfica
Se encuentra en el oeste del Océano Índico (desde el África Oriental hasta la India, las Seychelles y Madagascar ), al este del Índico (Indonesia y Australia Occidental), en el Atlántico occidental (desde Florida  y el norte del Golfo de México hasta el Brasil), en el Atlántico oriental (desde los 20 º de latitud norte hasta los 20 º de latitud sur) y el Pacífico oriental (desde Guatemala y Perú hasta Chile ).